# Chrysopa timberlakei
Chrysopa timberlakei is een insect uit de familie van de gaasvliegen (Chrysopidae), die tot de orde netvleugeligen (Neuroptera) behoort. 
Chrysopa timberlakei is voor het eerst wetenschappelijk beschreven door Penny et al. in 2000.